# 拜金女新體驗
《拜金女新體驗》（英語：The Simple Life），一個受歡由的真人實境秀電視節目，自2003年12月2日至2007年8月5日間播出。第一季於福斯電視台播出，後兩季於E!電視台播出。敘述兩名年輕的名媛（芭黎絲·希爾頓與妮可·李奇）為了生存從事低薪工作，例如清潔房間、作農事、在速食店供膳或在營地當輔導員。